# Mandalmari, Yelbarga
Mandalmari là một làng thuộc tehsil Yelbarga, huyện Koppal, bang Karnataka, Ấn Độ.